# Nitrato de manganeso (II)
El nitrato de manganeso (II) se refiere a los compuestos inorgánicos con fórmula Mn(NO3) 2·(H2O)n . Se trata de sales de nitrato que contienen cantidades variables de agua. Un derivado común es el tetrahidrato (Mn(NO3)2·4H2O), pero también se conocen los mono y hexahidratos, así como el compuesto anhidro. Algunos de estos compuestos son precursores útiles de los óxidos de manganeso. Es un compuesto típico de manganeso (II) y es un sólido paramagnético de color rosa pálido.

## Estructura
Los compuestos de manganeso (II), especialmente los que tienen ligandos oxigenados, suelen ser octaédricos. Siguiendo esta tendencia, el tetrahidrato presenta cuatro ligandos de agua unidos al Mn, así como dos ligandos de nitrato unidentados en posición cis mutuos. La sal hexaaquo presenta la forma octaédrica [Mn(H2O)6]2+). 

## Preparación, reacciones, usos.
El nitrato de manganeso (II) se prepara a partir de dióxido de manganeso y dióxido de nitrógeno: 
MnO
2 + 2 NO
2 + 4 H
2O  →  Mn(H
2O)
4(NO
3)
2
En esta reacción redox, dos moles del reductor NO2 (gas) donan cada una un electrón al oxidante MnO2 (sólido negro), que se reduce de su estado de oxidación +4 a su estado inferior +2. Simultáneamente, el NO2 (+4) se oxida para formar nitrato (NO-3) (+5).
Al calentar el tetrahidrato a 110 °C se obtiene el monohidrato amarillo pálido. La reacción es reversible, ya que al calentar el dinitrato de manganeso (II) a 450 °C se obtiene un dióxido de manganeso (IV) ligeramente  no estequiométrico . 
El nitrato de manganeso (II) es el precursor del carbonato de manganeso (II) ( MnCO
3), que se utiliza en fertilizantes y como colorante. La ventaja de este método, basado en el uso de amoníaco (NH3) y dióxido de carbono (CO2) como intermediarios en la reacción, es que el producto secundario, el nitrato de amonio (NH4NO3), también es útil como fertilizante.